# 樂福鞋

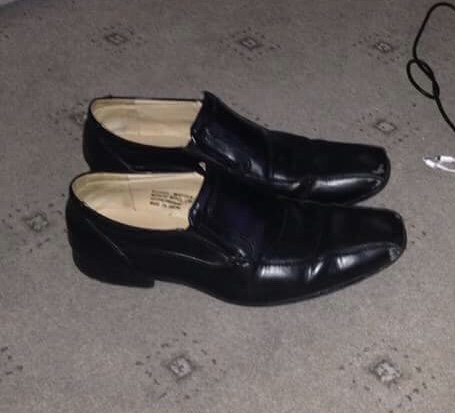
一雙英國學校男童使用的樂福鞋

樂福鞋（loafer），又稱便鞋（Slip-ons）、懶漢鞋，是鞋子的一種。原意是懒人、流浪者，最初的樂福鞋出現在倫敦。樂福鞋最初是一種休閒鞋，但現在類似正裝時穿著皮鞋（但不含鞋帶）的樂福鞋，在日本也用于搭配女高中生校服或与之类似的服装。